# CRELD2
CRELD2 (англ. Cysteine rich with EGF like domains 2) – білок, який кодується однойменним геном, розташованим у людей на короткому плечі 22-ї хромосоми. Довжина поліпептидного ланцюга білка становить 353 амінокислот, а молекулярна маса — 38 192.
| 10         |  | 20         |  | 30         |  | 40         |  | 50         |
| ---------- |  | ---------- |  | ---------- |  | ---------- |  | ---------- |
| MRLPRRAALG |  | LLPLLLLLPP |  | APEAAKKPTP |  | CHRCRGLVDK |  | FNQGMVDTAK |
| KNFGGGNTAW |  | EEKTLSKYES |  | SEIRLLEILE |  | GLCESSDFEC |  | NQMLEAQEEH |
| LEAWWLQLKS |  | EYPDLFEWFC |  | VKTLKVCCSP |  | GTYGPDCLAC |  | QGGSQRPCSG |
| NGHCSGDGSR |  | QGDGSCRCHM |  | GYQGPLCTDC |  | MDGYFSSLRN |  | ETHSICTACD |
| ESCKTCSGLT |  | NRDCGECEVG |  | WVLDEGACVD |  | VDECAAEPPP |  | CSAAQFCKNA |
| NGSYTCEECD |  | SSCVGCTGEG |  | PGNCKECISG |  | YAREHGQCAD |  | VDECSLAEKT |
| CVRKNENCYN |  | TPGSYVCVCP |  | DGFEETEDAC |  | VPPAEAEATE |  | GESPTQLPSR |
| EDL        |  |            |  |            |  |            |  |            |

A: Аланін

C: Цистеїн

D: Аспарагінова кислота

E: Глутамінова кислота

F: Фенілаланін

G: Гліцин

H: Гістидин

I: Ізолейцин

K: Лізин

L: Лейцин

M: Метіонін

N: Аспарагін

P: Пролін

Q: Глутамін

R: Аргінін

S: Серин

T: Треонін

V: Валін

W: Триптофан

Задіяний у такому біологічному процесі, як альтернативний сплайсинг. 
Білок має сайт для зв'язування з іоном кальцію. 
Локалізований у ендоплазматичному ретикулумі.
Також секретований назовні.